# جيمس إتش. ديفيس
جيمس إتش. ديفيس هو محامي وقاضي وسياسي أمريكي، ولد في 24 ديسمبر 1853، وتوفي في 31 يناير 1940 في كوفمان في الولايات المتحدة. نشط حزبياً في الحزب الديمقراطي. وقد انتخب عضو مجلس النواب الأمريكي ‏.